# Liste des conseillers départementaux du Territoire de Belfort
Pour un article plus général, voir Conseil départemental du Territoire de Belfort.
Cet article présente la composition du Conseil départemental du Territoire de Belfort ainsi que ses élus à partir de 2015. Pour les élus des mandatures précédentes, voir la liste des conseillers généraux du Territoire de Belfort.

## Composition du conseil départemental
|                                    |       |       |      |                         |
| Président du Conseil départemental |       |       |      |                         |
| Florian Bouquet (LR)               |       |       |      |                         |
| Parti                              | Sigle | Sigle | Élus | Groupes                 |
| Majorité (12 sièges)               |       |       |      |                         |
| Les Républicains                   |       | LR    | 11   | Majorité départementale |
| Divers Droite                      |       | DVD   | 1    | Majorité départementale |
| Opposition (6 sièges)              |       |       |      |                         |
| Divers gauche                      |       | DVG   | 4    | Union républicaine      |
| Gauche républicaine et socialiste  |       | GRS   | 2    | Union républicaine      |

## Liste des conseillers départementaux
| Canton               | Conseiller Sortant        | Parti | Parti | Conseiller élu           | Parti | Parti |
| -------------------- | ------------------------- | ----- | ----- | ------------------------ | ----- | ----- |
| Bavilliers           | Marie-Claude Chitry-Clerc |       | LR    | Marie-Dominique Beluche  |       | DVG   |
| Bavilliers           | Éric Koeberlé             |       | LR    | Emmanuel Formet          |       | DVG   |
| Belfort-1            | Bastien Faudot            |       | GRS   | Bastien Faudot           |       | GRS   |
| Belfort-1            | Samia Jaber               |       | DVG   | Samia Jaber              |       | DVG   |
| Belfort-2            | Marie-Hélène Ivol         |       | LR    | Marie-Hélène Ivol        |       | LR    |
| Belfort-2            | Sébastien Vivot           |       | LR    | Sébastien Vivot          |       | LR    |
| Belfort-3            | Julie de Breza            |       | MoDem | Ian Boucard              |       | LR    |
| Belfort-3            | Jean-Christophe Messin    |       | MoDem | Loubna Ketfi-Charif      |       | LR    |
| Châtenois-les-Forges | Florian Bouquet           |       | LR    | Florian Bouquet          |       | LR    |
| Châtenois-les-Forges | Maryline Morallet         |       | LR    | Maryline Morallet        |       | LR    |
| Delle                | Marie-Lise Lhomet         |       | LR    | Anaïs Monnier Von Aaesch |       | LR    |
| Delle                | Frédéric Rousse           |       | LR    | Cédric Perrin            |       | LR    |
| Giromagny            | Guy Miclo                 |       | DVG   | Rachel Couvreux          |       | LR    |
| Giromagny            | Sylvie Ringenbach         |       | DVG   | Didier Vallverdu         |       | LR    |
| Grandvillars         | Isabelle Mougin           |       | DVG   | Isabelle Mougin          |       | DVG   |
| Grandvillars         | Christian Rayot           |       | GRS   | Christian Rayot          |       | GRS   |
| Valdoie              | Marie-France Cefis        |       | LR    | Marie-France Cefis       |       | LR    |
| Valdoie              | Patrick Ferrain           |       | UDI   | Pierre Carles            |       | DVD   |